# Sipapu Planitia
La Sipapu Planitia è una struttura geologica della superficie di Tritone.